# Eőry Pordán Gusztáv
Eőry Pordán Gusztáv (Nagybereg/Beregszász, 1843. – Újpest, 1887. július 18.) jellemszínész, komikus. 

## Pályafutása
Apja megyei mérnök volt. Gimnáziumi tanulmányait Sárospatakon és Nagykőrösön végezte. Színészi pályáját 1863. április 17-én kezdte Sipos Károlynál. 1870 és 1873 között Szeged játszott, majd a Nemzeti Színházhoz került. Utóbbi helyen 1873. január 7-én lépett először színpadra Czakó Zsigmond »Végrendelet«-ében, mint gróf Táray, másodszor »Gringoire« szerepében, harmadszor pedig Rosweint alakította a »Delilá«-ban. Szavalóművészként és bonviván szerepekben is feltűnt, azonban kicsiny termete nem vált előnyére. 1875-től a Népszínházhoz szerződött. Játszott népszínművekben, vígjátékokban és drámákban. 44 éves korában hunyt el sorvadás következtében. Koporsójánál Lukácsy Sándor és Ferenczy József mondtak beszédet.

## Családja
Felesége Tóth (Szabados) Gizella (1843–Újpest, 1892. máj. 11.) társalgási színésznő, vele együtt fellépett vidéken és a Népszínházban is. Gyermekei Eőry Pordán Béla és Eőry Pordán Lajos színészek. Utóbbi született 1870-ben, színpadra lépett 1889. szeptember 30-án, Pesti Ihász Lajosnál. Nyugdíjba ment 1925. szeptember 1-én. Meghalt 1943. január 29-én Budapesten. Ennek neje: Fábián Emma, színésznő, született 1876. március 30-án, Nagykárolyban, meghalt 1903. január 29-én, Pozsonyban. Az utóbbiak révén unokája Eőry Pordán Lajos Gusztáv, színész, született 1907. május 13-án, Egerben, színipályára lépett 1928. szeptember 1-jén.

## Főbb szerepei
- A »Vízözön« szerelmes szerepe
- Rákosi Jenő »Ripacsos Pista dolmánya«-címszereplője
- Paszpartu az »Utazás a föld körül« c. látványosságban.
- Csorba Márton (Csepreghy: A sárga csikó)
- Veréb Jankó, Molnár inas a »Vereshajú«-ban
- Coupeau (Zola: Pálinka)

## Működési adatai
1863: Sipos; 1864: Csaby Imre; 1866: Szilágyi Béla; 1867: Aradi Gerő; 1868: Egressy Ákos; 1869: Aradi Gerő; 1870: Mosonyi Károly; 1871: Miklósy Gyula; 1872: Lászy Vilmos. 1873–75: Nemzeti Színház; 1875–1880: Népszínház; 1881: Krecsányi Ignác; 1882–87: Népszínház.